# 鶴一
鹤一（α Gru / 天鹤座α）是天鹤座最亮的恒星。
鹤一有一个专名Alnair或Al Nair（有时写作Al Na'ir），来自于阿拉伯语al-nayyir [an-nai:r]，意为“最亮的”。该词派生于鹤一的阿拉伯名称al-Nayyir min Dhanab al-ḥūt (al-Janūbiyy),意为“属于(南)鱼（座）的尾巴的最亮的（恒星）”。 在20世纪中期的星历表中，Alnair也是半人马座ζ的专名。
在传统阿拉伯天文中，鹤一和天鹤座β, δ, θ,ι,以及 λ都属于南鱼座。 